# Franklin (hrabstwo Delaware)
Franklin – miasto w Stanach Zjednoczonych, w stanie Nowy Jork, w hrabstwie Delaware.